# Rua da República
Die Rua da República ist eine Straße in der Innenstadt des portugiesischen Seebades Figueira da Foz.
Vor ihrer Umbenennung in Rua do Príncipe Real (Straße des königlichen Prinzen) trug sie ursprünglich den Namen Lamas oder Casal das Lamas. Nach dem Sturz der portugiesischen Monarchie und der Ausrufung der portugiesischen Republik am 5. Oktober 1910 wurde die Straße in Rua da República umbenannt, Straße der Republik.
Sie beginnt am Platz Praça 8 de Maio und endet an der Kreuzung vor dem Bahnhof Figueira da Foz.
Sie wurde zu einer bedeutenden Geschäftsstraße der Stadt. Ihre Bedeutung nahm seit den 1990er Jahren ab, seitdem außerhalb der Stadtmitte verschiedene Einkaufszentren verstärkt Kaufkraft anziehen.